# Siegfried Lowitz
Pour les articles homonymes, voir Lowitz.
Siegfried Lowitz, né le 22 septembre 1914 à Berlin sous le nom de Siegfried Wodolowitz et mort le 27 juin 1999 à Munich, est un acteur allemand.

## Biographie et carrière
Il fait ses débuts au théâtre en 1934, son parcours théâtral le conduit au Stadttheater Gießen, au théâtre d’Etat de Mayence et à Breslau.
Après la guerre, en 1946, il joue dans le cabaret munichois Die Schaubude. Il y rencontre le metteur en scène Heinz Hilpert et poursuit sa carrière d’acteur de théâtre à Francfort, Constance et plus tard au Deutsche Theater Göttingen.
De 1950 à 1956 puis de 1962 à 1968, il est membre de l’Ensemble du Kammerspiele de Munich. 
Dans les années 1950 et 1960, l'acteur joue dans quatre films, adaptations de l’œuvre d'Edgar Wallace: Der Frosch mit der Maske (La Grenouille attaque Scotland Yard), Der Fälscher von London,  Der Hexer (Le Défi du Maltais), Der unheimliche Mönch. En 1966, il était l'inspecteur Macleod et l'adversaire d'Horst Tappert dans le classique télévisé Die Gentlemen bitten zur Kasse.
Il tourna dans plusieurs productions allemandes mais, il est principalement connu pour avoir joué le rôle du commissaire principal Erwin Köster dans la série télévisée Le Renard (Der Alte) entre 1977 et 1986 (100 épisodes). Par deux fois, il campe un meurtrier dans un épisode de la série policière Inspecteur Derrick : August Barck (La fête, S01 E03) et Werner Rutger (Une sorte de meurtre, S15 E12).
Il est inhumé au cimetière de Bogenhausen.

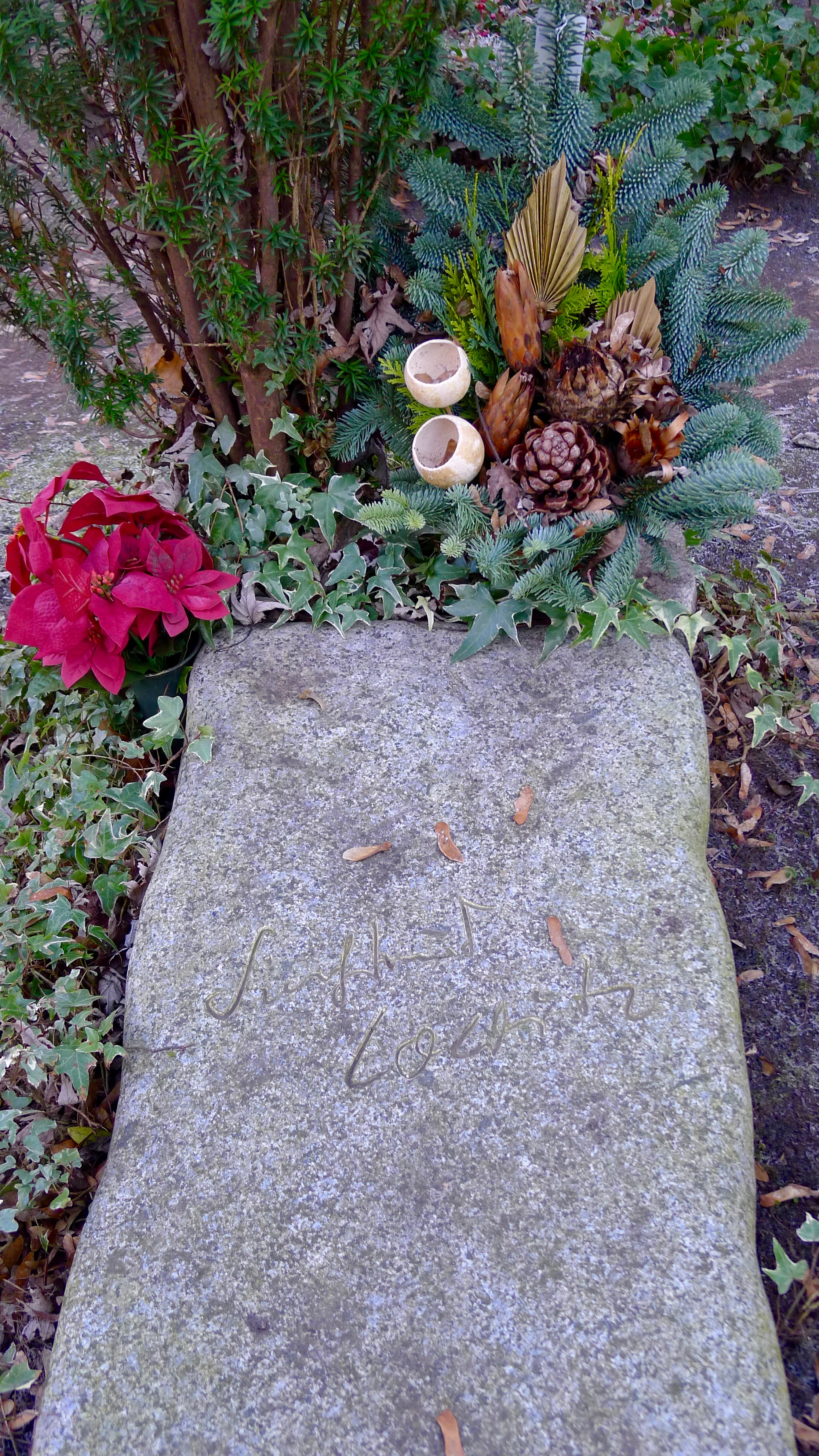
Pierre tombale.

## Filmographie

### Cinéma
- 1955 : Hanussen d'O.W. Fischer et Georg Marischka : le procureur
- 1957 : Pour l'amour d'une reine (Herrscher ohne Krone) d'Harald Braun : le chambellan Ove Høegh-Guldberg
- 1958 : L'Étau (Der Greifer) d'Eugen York : Dr. Schreiber
- 1958 : Avouez, Docteur Corda, de Josef von Báky : Inspektor Guggitz[1]
- 1958 : Ça s'est passé en plein jour, de Ladislas Vajda : le Lieutenant Heinzi
- 1959 : La Grenouille attaque Scotland Yard, de Harald Reinl : L'inspecteur Elk
- 1960 : Les chacals meurent à l'aube, de Paul May : Albrecht, Hauptsturmführer
- 1960 : L'Astucieux inspecteur Brown de Helmut Ashley : Flambeau
- 1962 : L'Invisible docteur Mabuse, de Harald Reinl : Kommissar Brahm
- 1964 : Le Défi du Maltais (Der Hexer), d'Alfred Vohrer : Inspecteur Warren
- 1965 : Der unheimliche Mönch, de Harald Reinl : Sir Richard
- 1967 : Le Buveur[2] de Dietrich Haugk (en) : Schlehdorn.

### Télévision
- 1966 : Die Gentlemen bitten zur Kasse (de) : Dennis McLeod
- 1974 : Inspecteur Derrick (Derrick), série télévisée de Herbert Reinecker, épisode Stiftungsfest : August Bark.
- 1977-1986 : Le Renard (Der Alte), série télévisée de Helmut Ringelmann : commissaire Erwin Köster (100 épisodes).
- 1988 : Inspecteur Derrick (Derrick), série télévisée de Herbert Reinecker, épisode Eine Art Mord : Werner Rutger

## Distinctions
- 1967 : Goldene Kamera (Caméra d'or, un prix décerné par le magazine télévisuel allemand Hörzu), pour son interprétation du personnage principal dans Der Trinker (Le Buveur).